# Fellag
Fellaga o fellagha (de l'àrab فلاقة, fallāqa, pronunciat localment fel·laga; en singularفلاق, fallāq, localment fel·lag, literalment ‘saltejador’, ‘lladre de camí ral’, ‘bandit’) fou el nom donat pels francesos als rebels a Tunísia i Algèria contra l'ocupació colonial francesa. El terme va prendre certa popularitat durant la Primera Guerra Mundial, amb la rebel·lió de Khalifa ibn Askar al sud de Tunísia, tot i que emprat preferentment i despectivament pels francesos, no pas pels tunisians. En acabar la guerra deixà d'emprar-se, per reaparèixer de nou a Tunísia el 1952, amb els incidents iniciats aquest any arran de l'assassinat de Farhat Hached. El 1954, quan va esclatar la revolta a Algèria, els rebels també foren anomenats fellaga. L'expressió es va deixar d'usar amb la independència d'ambdós països.